# جون رايفيلد
جون آر. رايفيلد (1919 - 2001)، هو عالم أنثروبولوجيا ولغوي إنجليزي-كندي، كان أستاذًا للأنثروبولوجيا في جامعة يورك. تشمل منشوراتها «لغات المجتمع ثنائي اللغة» حول استخدامات اليديشية والإنجليزية في المجتمعات اليهودية الأشكناز ثنائية اللغة في كاليفورنيا في الستينيات،  وترجمة إنجليزية لكتاب جاك ماكيه «الحضارة السوداء لأفريقيا والأفريقية». توفي عن عمر يناهز 82 عامًا عام 2001.

## كتبه والمراجع المختارة
- جون آر. رايفيلد، «ثنائية ليفي شتراوس»، المجلة الدولية لعلم الاجتماع المقارن، المجلد. 12، (1 يناير 1971)، ص. 267 ف.
- جون آر. رايفيلد، «نظريات التحضر والمدينة الاستعمارية في غرب أفريقيا»، أفريقيا 64 (1974)، ص. 163-185
- جون آر. رايفيلد، «براعم الغصن الذهبي مرة أخرى»، فلسفة العلوم الاجتماعية المجلد. 6 (1 سبتمبر 1976)، ص. 255-272
- جون آر. رايفيلد، «FESPASCO 1987: السينما الأفريقية والهوية الثقافية»، الأنثروبولوجيا المرئية 1 (1988)، ص. 201-215